# Audrieu
Audrieu is een gemeente in het Franse departement Calvados (regio Normandië). De plaats maakt deel uit van het arrondissement Caen. Audrieu telde op 1 januari 2022 1.156 inwoners. In de gemeente ligt spoorwegstation Audrieu.

## Geografie
De oppervlakte van Audrieu bedroeg op 1 januari 2022 11,31 vierkante kilometer; de bevolkingsdichtheid was toen 102,2 inwoners per km².
De onderstaande kaart toont de ligging van Audrieu met de belangrijkste infrastructuur en aangrenzende gemeenten.

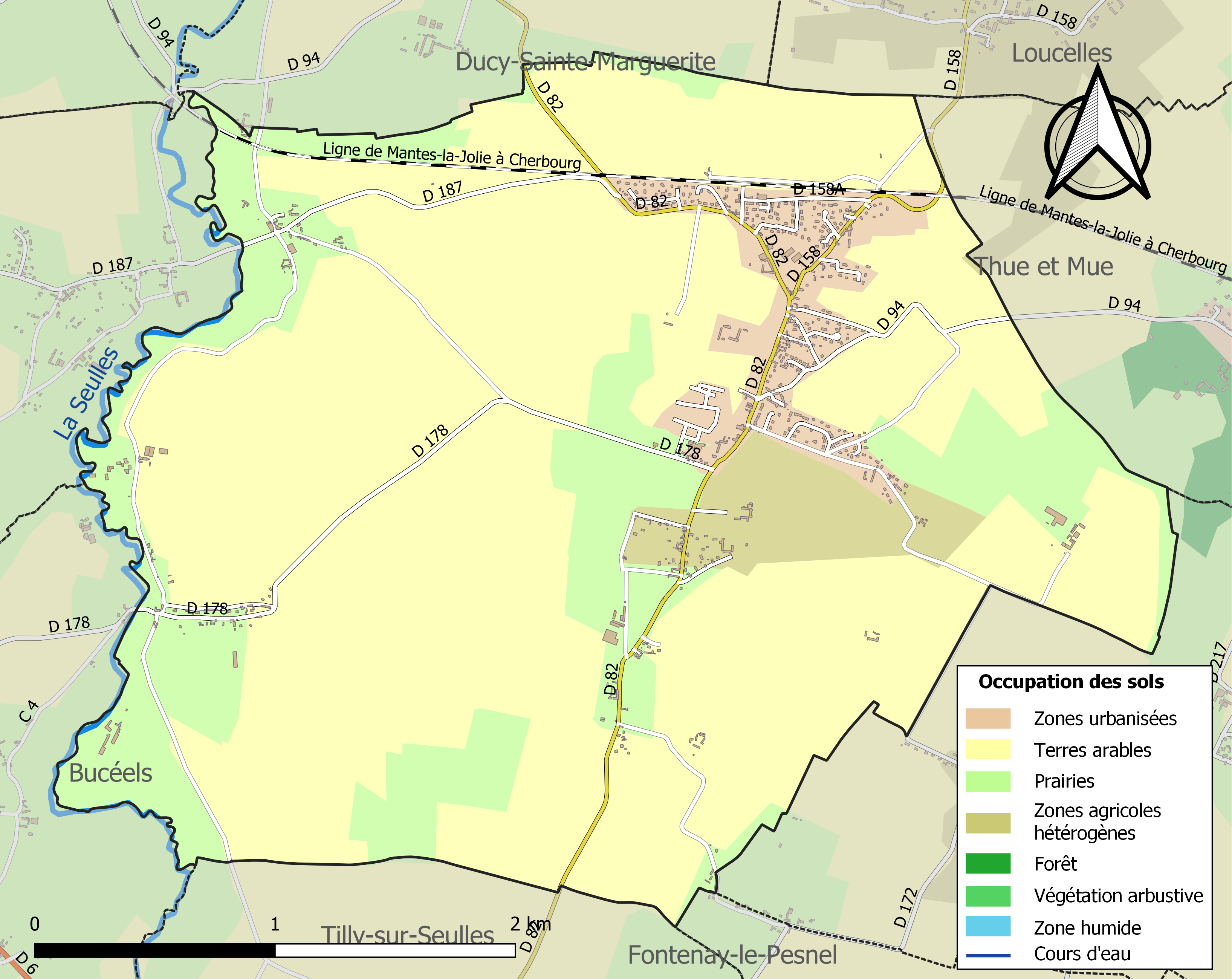

## Verkeer
In de gemeente ligt de spoorweghalte Audrieu.

## Demografie
Onderstaande figuur toont het verloop van het inwonertal (bron: INSEE-tellingen).

Vanwege een beveiligingsprobleem met de MediaWiki Graph-software is het momenteel niet mogelijk deze grafiek weer te geven. Zodra de software is bijgewerkt zal de grafiek vanzelf weer zichtbaar worden.